# Camisas-azuis
Camisas-azuis foi a designação dada aos militantes do Movimento Nacional Sindicalista em Portugal no período de 1932 a 1934, que utilizavam um uniforme composto por uma camisa azul e calças ou calções condizentes.
A utilização de camisas coloridas como identificador dos movimentos nacionalistas teve raiz no movimento dos camisas-vermelhas de Giuseppe Garibaldi durante a unificação da Itália. Foi retomada por Benito Mussolini com os camisas-negras e alastrou pelos movimentos fascistas das décadas de 1920 e 1930, cujas milícias eram identificadas pela cor das camisas usadas pelos seus integrantes.
Os nazistas (ou nazis) alemães foram apelidados de 'camisas castanhas'; os integralistas brasileiros, de 'camisas verdes'; os falangistas espanhóis bem como os nacionais-sindicalistas (sucessores dos integralistas portugueses) de 'camisas azuis'. Seguindo ainda essa mesma tradição, a Mocidade Portuguesa instituiu a camisa verde como elemento central do seu uniforme.